# Německá armáda

Logo

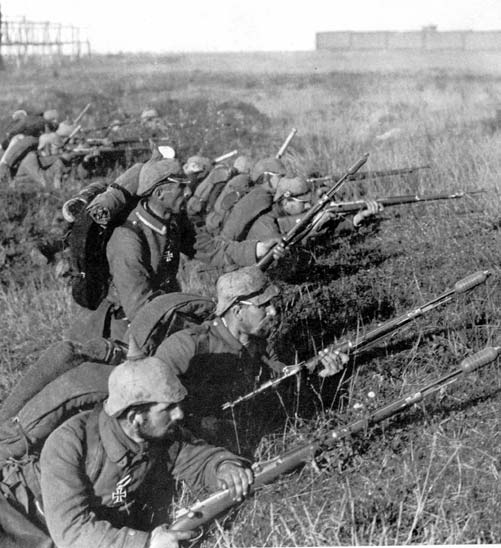
Německá pěchota s piklhaubnami během první bitvy na Marně

Rozmístění jednotek armády na území Německa

Německá armáda (německy Deutsches Heer, Heer) je společně s Deutsche Marine a Luftwaffe jednou ze tří složek ozbrojených sil Spolkové republiky Německo. Heer je jádrem pozemních ozbrojených složek a účastníkem pozemních, výsadkových a aeromobilních operací.
V době míru má kolem 60 000 příslušníků a je tak nejsilnější složkou německých ozbrojených sil. V celém Bundeswehru nosí armádní uniformu 115 000 vojáků.
V rámci mezinárodních sil se jednotky armády účastnily například misí KFOR či Resolute Support.
Po rozpuštění Wehrmachtu s koncem druhé světové války byla znovu založena 12. listopadu 1955 jako Bundesheer – část nově založeného západoněmeckého Bundeswehru. Po znovusjednocení Německa v roce 1990 byla východoněmecká národní lidová armáda včleněna do (západo)německé armády.
- 1. Panzerdivize v Oldenburgu
  - Panzerlehrbrigade 9 v Munsteru
  - Panzer Brigade 21 v Augustdorfu
  - Panzergrenadier Brigade 41 v Neubrandenburgu
  - 43 mechanizovaná brigáda (Nizozemská královská armáda), v Havelte (Nizozemsko)
  - Divizní vojska

- 10. Panzerdivision , Veitshöchheim
  - Panzer Brigade 12, v Cham
  - 13 lehká brigáda (Královská nizozemská armáda), v Oirschot (Nizozemsko)
  - Panzergrenadier Brigade 37 ve Frankenbergu
  - Francouzsko-německá brigáda v Müllheimu
  - Divizní vojska

- divize rychlých sil ve Stadtallendorfu
  - výsadková brigáda 1, v Saarlouis
  - 11 Airmobile Brigade (Královská nizozemská armáda), v Schaarsbergen (Nizozemsko)
  - Gebirgsjäger Brigade 23 , v Bad Reichenhall
  - Velitelství speciálních sil (KSK), v Calw
  - Velitelství vrtulníku v Bückeburgu
  - Divizní vojska

- Eurocorps (německé prvky), ve Štrasburku (Francie)
  - Brigáda podpory velení
    - Německé prvky ve dvou stálých praporech a jedné štábní rotě
- 1 (Německý/Nizozemský) sbor , v Münsteru
  - Německé prvky ve dvou stálých praporech a jedné štábní rotě
- Mnohonárodní sbor Severovýchod , ve Štětíně (Polsko)
  - 610. spojovací prapor v Prenzlau
- Centrální armádní sklad v Herongenu
- Centrální armádní sklad v Pirmasens
- Centrální mobilizační základna v Brücku